# Фильмография Дональда Трампа

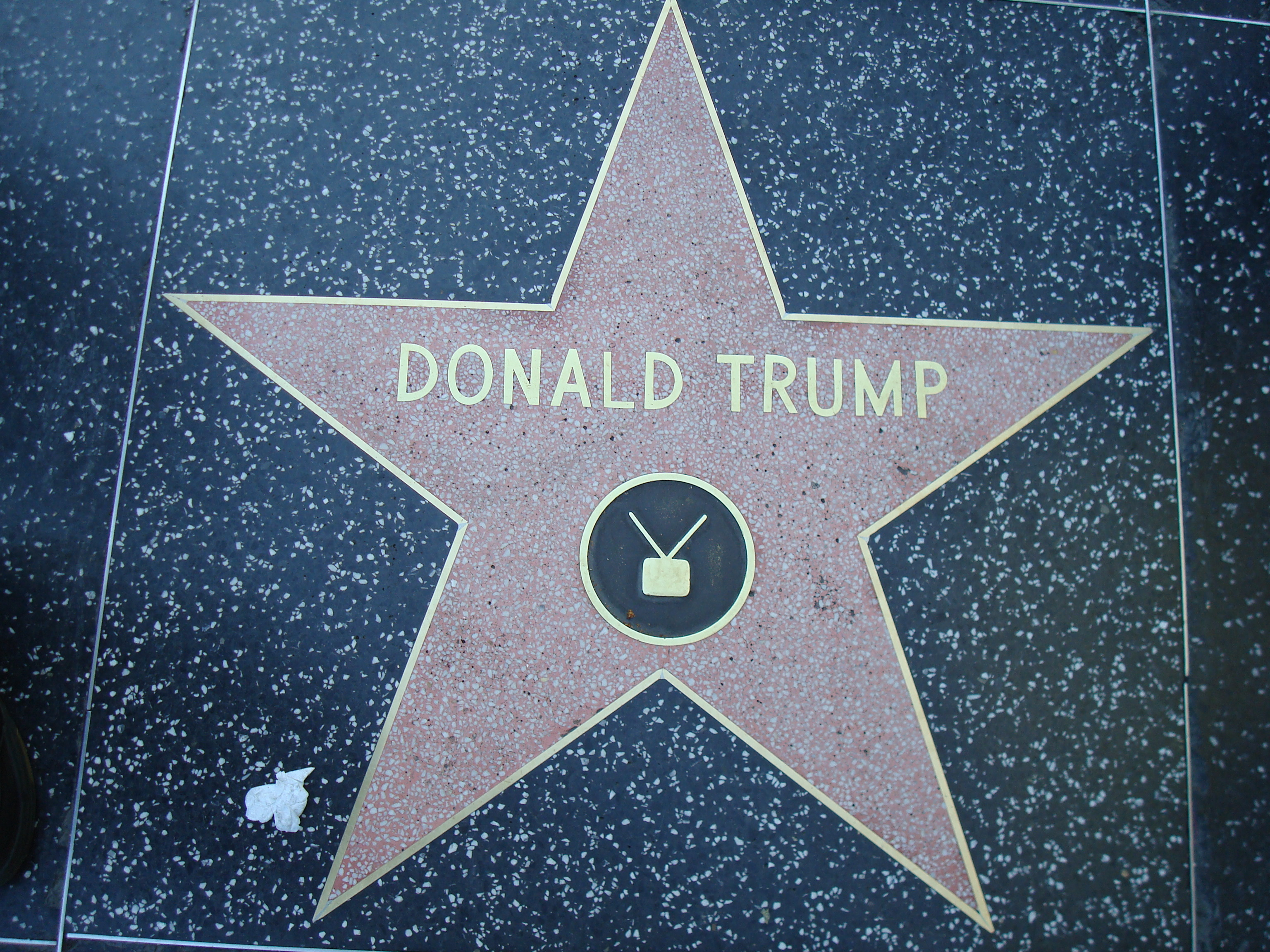
Звезда Дональда Трампа на Голливудской аллее славы

Фильмография Дональда Трампа включает, в основном, эпизодические роли (камео) в ряде фильмов и телесериалов, а также реалити-шоу «Кандидат», которое он вёл 14 сезонов на телеканале «Эн-би-си».

## Кинофильмы
| Название                                                             | Оригинальное название                                                | Год  | Роль | Примечания                                                                     | Ист.  |
| -------------------------------------------------------------------- | -------------------------------------------------------------------- | ---- | --- | ------------------------------------------------------------------------------ | ----- |
| Призраки этого не делают                                             | Ghosts Can’t Do It                                                   | 1989 | играет самого себя | Кинофильм                                                                      | [ 1 ] |
| Один дома 2: Потерявшийся в Нью-Йорке                                | Home Alone 2: Lost in New York                                       | 1992 | играет самого себя | Кинофильм                                                                      | [ 1 ] |
| На Дерибасовской хорошая погода, или На Брайтон-Бич опять идут дожди | На Дерибасовской хорошая погода, или На Брайтон-Бич опять идут дожди | 1992 | присутствует благодарность за помощь в организации съёмок в финальных титрах фильма (сцены в казино снимались в развлекательном комплексе «Тадж-Махал»). | Кинофильм                                                                      | [ 1 ] |
| Маленькие негодяи                                                    | The Little Rascals                                                   | 1994 | отец Вальдо (богатого мальчика) | Кинофильм                                                                      | [ 1 ] |
| Путешествие во времени                                               | Across the Sea of Time                                               | 1995 | играет самого себя | Кинофильм                                                                      | [ 1 ] |
| Эдди                                                                 | Eddie                                                                | 1996 | играет самого себя | Кинофильм                                                                      | [ 1 ] |
| Компаньон                                                            | The Associate                                                        | 1996 | играет самого себя | Кинофильм                                                                      | [ 1 ] |
| Студия 54                                                            | 54                                                                   | 1998 | очень важный покровитель | Кинофильм                                                                      | [ 2 ] |
| Знаменитость                                                         | Celebrity                                                            | 1998 | играет самого себя | Кинофильм                                                                      | [ 1 ] |
| Образцовый самец                                                     | Zoolander                                                            | 2001 | играет самого себя | Кинофильм                                                                      | [ 1 ] |
| Любовь с уведомлением                                                | Two Weeks Notice                                                     | 2002 | играет самого себя | Кинофильм                                                                      | [ 3 ] |
| Уолл-стрит: Деньги не спят                                           | Wall Street: Money Never Sleeps                                      | 2010 | играет самого себя | Кинофильм Эпизод с уч. Трампа был вырезан из киноверсии, но есть в DVD-версии. | [ 4 ] |
| Неудобная планета                                                    |                                                                      | 2017 | играет самого себя |                                                                                |       |

## Мультфильмы
- 1992 — «Барт — любовник» (Гомер мысленно упоминает среди прочих Дональда Трампа);
- 2019 — Королевские корги

## Телевизионные передачи и сериалы
| Название               | Оригинальное название       | Год  | Роль                                                                    | Телесеть   | Примечания                                                          | Ист.   |
| ---------------------- | --------------------------- | ---- | ----------------------------------------------------------------------- | ---------- | ------------------------------------------------------------------- | ------ |
| Джефферсоны            | The Jeffersons              | 1985 | играет самого себя                                                      | CBS        | Серия «You’ll Never Get Rich»                                       | [ 1 ]  |
| Принц из Беверли-Хиллз | The Fresh Prince of Bel-Air | 1994 | играет самого себя                                                      | NBC        | Серия «For Sale by Owner»                                           | [ 1 ]  |
| Няня                   | The Nanny                   | 1996 | играет самого себя                                                      | CBS        | Серия «The Rosie Show»                                              | [ 1 ]  |
| Непредсказуемая Сьюзан | Suddenly Susan              | 1997 | играет самого себя                                                      | NBC        | Серия «I’ll See That and Raise You Susan»                           | [ 3 ]  |
| Шоу Дрю Кэри           | The Drew Carey Show         | 1997 | играет самого себя                                                      | ABC        | Серия «New York and Queens»                                         | [ 3 ]  |
| Найтмэн                | Night Man                   | 1997 | играет самого себя                                                      | синдикация | Серия «Face to Face»                                                | [ 5 ]  |
| Спин-Сити              | Spin City                   | 1998 | играет самого себя                                                      | ABC        | Серия «The Paul Lassiter Story»                                     | [ 1 ]  |
| Секс в большом городе  | Sex and the City            | 1999 | играет самого себя                                                      | HBO        | Серия «The Man, the Myth, the Viagra»                               | [ 1 ]  |
| Убойная служба         | The Job                     | 2001 | играет самого себя                                                      | ABC        | Серия «Elizabeth»                                                   | [ 3 ]  |
| Дни нашей жизни        | Days of Our Lives           | 2005 | играет самого себя                                                      | NBC        | Приглашённая звезда                                                 | [ 6 ]  |
| 58-я церемония «Эмми»  | 58th Primetime Emmy Awards  | 2006 | Оливер Венделл Дуглас                                                   | NBC        | Играл в минимюзикле.                                                | [ 7 ]  |
| Рестлмания 23          | WrestleMania 23             | 2007 | играет самого себя                                                      | синдикация | Матч «Битва миллиардеров»                                           | [ 8 ]  |
| Top Gear: USA          | Top Gear USA                | 2012 | играет самого себя                                                      | BBC        | Серия «Supercars»                                                   | [ 9 ]  |
| Saturday Night Live    | Saturday Night Live         | 2015 | играет самого себя; сотрудник налоговой службы в скетче «Hotline Bling» | NBC        | Трамп был ведущим выпуска «Saturday Night Live» от 7 ноября 2015 г. | [ 10 ] |

## Видеофильмы
| Название                                                    | Оригинальное название                                  | Год  | Роль               | Примечания              | Ист.   |
| ----------------------------------------------------------- | ------------------------------------------------------ | ---- | ------------------ | ----------------------- | ------ |
| Видео-разворот «Плейбоя»: Playmate 2000 — Близнецы Бернаола | Playboy Video Centerfold: Playmate 2000 Bernaola Twins | 2000 | играет самого себя | Видеофильм для взрослых | [ 11 ] |

## Другое
См. также «Трамп, Дональд#СМИ».
В 1989 году Трамп вместе с рядом других знаменитостей появился в музыкальном видео к песне Бобби Брауна «On Our Own» из кинофильма «Охотники за привидениями 2».
По заявлению сценариста фильма «Назад в будущее 2» (1989) Боба Гейла, Дональд Трамп является прототипом Биффа Таннена, когда Марти Макфлай попал в «альтернативный» 1985 год.
В 2004 году Трамп стал вести реалити-шоу «Кандидат» на телеканале NBC. Он вёл его семь сезонов, а потом пришедшее ему на замену шоу «Кандидат-знаменитость» ещё семь сезонов. Последний сезон с Трампом как ведущим вышел в эфир в январе—феврале 2015 года. Летом того же года Трамп объявил о вступлении в борьбу за пост следующего президента США и посвятил себя президентской кампании, а в сентябре «Эн-би-си» анонсировало, что в новом сезоне его заменит Арнольд Шварценеггер.
В 2015 году Трамп должен был исполнить роль Президента США в телефильме «Акулий торнадо 3», но в итоге он отказался от этого, так как начал готовиться к настоящей гонке за президентское кресло. В итоге роль президента в той картине исполнил другой миллиардер — Марк Кьюбан, а Трамп спустя полтора года после премьеры фильма стал настоящим Президентом США.